# Presa Adolfo López Mateos
La presa Adolfo López Mateos también conocida como presa Humaya, es una presa ubicada en el cauce del río Humaya en el municipio de Badiraguato Sinaloa, fue puesta en operaciones el 9 de septiembre de 1963, cuenta con una central hidroeléctrica capaz de generar 90 megawatts de energía eléctrica la cual inició operaciones el 26 de noviembre de 1976, su embalse es aproximado a 3,087 millones de metros cúbicos de agua.
La presa Adolfo López Mateos es la más grande del estado de Sinaloa y la 9.ª de México.

## Historia
Al concluir la revolución mexicana de 1910 ya se tenía idea de la construcción de varias presas en el país y entre ellas estaba contemplada la del río Humaya. Por esta razón, en los años de 1929 a 1930, se hicieron los primeros estudios y sondeos para ver las posibilidades de su posible construcción y a la vez constatar la cantidad de agua de riego que podía aportar, así como la extensión de tierras que eran factibles para riego con dichas aguas, ya que se podían hacer producir las fértiles tierras del valle de Culiacán, del valle de pericos, del valle de Guamúchil y Angostura, así como otras tierras. Pese a su temprana concepción su construcción
En 1957 se inicia la construcción de la presa Humaya, ubicada aproximadamente a 32 km. hacia el norte de la ciudad de Culiacán, en la población de El Varejonal, sobre la corriente del río Humaya. Se inaugura finalmente en 1964. La construcción estuvo a cargo del ingeniero Carlos Carvajal Zarazúa, durante el sexenio de Adolfo López Mateos, quien la inauguró con el nombre de Humaya, y después el gobernador de Sinaloa Leopoldo Sánchez Celis comunicó al secretario de Recursos Hidráulicos, Alfredo del Mazo, que los “campesinos” habían decidido ponerle el nombre de Adolfo López Mateos.

## Descripción de la presa
La presa Adolfo López Mateos consiste en una presa de tipo Gravedad Escollera, provista en la margen derecha, de una obra de toma y una obra de excedencias del tipo abanico, cresta libre y cimacio de perfil Creager.
El vaso tiene una capacidad de 3,087 millones de metros cúbicos, que se distribuye a razón de 135 millones de metros cúbicos para depósito de azolves, 2,302 millones de metros cúbicos para riego y generación de energía y 650 millones de metros cúbicos para control de avenidas siendo el área de embalse de 11,340 hectáreas. 

### Cortina
La cortina consta esencialmente de 3 zonas de materiales seleccionados: 
- zona 1: la central constituye el núcleo impermeable con taludes de 0.5:1 en ambas caras; se construyó con material colocado en capas de 20 cm de espesor y compactado con 10 pasadas de rodillo pata de cabra.

- Zona 2: las zonas de filtros dispuestas entre el núcleo impermeable y los materiales permeables están formadas con grava y arena del río como taludes de 1:1 y compactadas en capas de 30 cm de espesor con 4 pasadas de tractor.

- Zona 3: las zonas permeables, formadas con roca proveniente de las excavaciones para alojar las estructuras y de bancos de préstamo tienen taludes de 1.75:1 desde la corona hasta la elevación de 176 m. continuando en el lado de aguas arriba con talud de 2.2:1 hasta la elevación 112.25 m para terminar con talud de 3:1 hasta el terreno natural; en el lado de las aguas abajo tiene talud de 2:1 de la elevación 176 m hasta la elevación 125 m, siguiendo con 3:1 hasta el terreno natural. Ambas caras se protegieron con capas de roca seleccionada de 3 m de espesor colocada a volteo, cubriendo en el lado de aguas arriba desde la corona hasta la elevación 114 m. y en el lado de aguas abajo todo el talud.

Para la cimentación de la cortina se hizo una limpia general del área de contacto quitando los materiales sueltos e intemperizados. En el cauce del río se excavó una amplia trinchera hasta descubrir la roca sana de unos 9 m de profundidad 30 m de anchura en la base y taludes de 1.5:1 que se rellenó con tierra compactada, para interceptar la capa de acarreo del río. En el centro de la trinchera y a lo largo
del eje se construyó un dentellón de concreto de profundidad variable, que penetra en la roca sana de la cimentación y en el corazón impermeable de la cortina.
La cortina tiene 106.50 m de altura total, 750 m de longitud, 10 m de anchura en la corona y 472 m en la base. Comprende en total 7,093,332 metros cúbicos de materiales, correspondiendo 1,581,744 metros cúbicos a tierra compactada y
5,511,588 metros cúbicos a arena grava y roca. Para cerrar el vaso se construyó un dique en el puerto denominado Los Patos;
situado a unos 3.5 kilómetros a la derecha de la boquilla. La sección adoptada es del tipo de materiales graduados; consta de un corazón impermeable con taludes de 0.5:1, respaldos permeables formados con grava y arena del río, que tiene taludes variables y, por último, protecciones de roca. Tiene 36.5 m de altura total,160 m longitud, 10 m de anchura en la corona y 188 m en la base. Los materiales empleados en la construcción del dique proceden de los mismos bancos usados para la construcción de la cortina. 

### El Vertedor
Está alojado en el puerto La Chutama, localizado a unos 8 kilómetros a la derecha de la cortina. Es del tipo de abanico de cresta libre, circular simétrico de 2 centros en planta y cimacio Creager, convergiendo en un canal de descarga que condujo las aguas al cauce del río Humaya. La cresta vertedora tiene una longitud de 160 m y la avenida de diseño 15 000 m3/s, ya regularizada en el vaso a solo 5,600 m3/s para con una carga de 7.48 m, quedando un bordo libre de 3.02 m, para alojar la estructura fue necesario excavar un volumen de 1,246,200 m³ y en la construcción se utilizaron 17,170 m³ de concreto. 

### La Obra de Toma
Se aloja en la ladera derecha constituida esencialmente por dos túneles denominados respectivamente N.1 y N.2 con secciones revestidas de
concreto simple o reforzado de acuerdo con la consistencia de la formación Baucurit en que están alojados. Se destinaron respectivamente para riego y para alimentar las turbinas de la planta hidroeléctrica.
El túnel Núm.1 es el más cercano al río y se dejó preparado por medio de un tapón de concreto y una tubería de acero con tapa ciega para la posterior construcción de la planta hidroeléctrica, trabajos que se iniciaron en 1972 a cargo de la Comisión Federal de Electricidad.
El túnel Núm. 2 quedó destinado para el riego y tiene un tapón de concreto localizado en la estación 0+508.73 del túnel que corresponde a la prolongación del eje de la presa. En esta parte se inicia una tubería de placa de acero de 3.18 cm de espesor, 4.70 de diámetro y 320 m de longitud; este extremo se une a una trifurcación para detener al final sendas válvulas de mariposa de 3.15 cm de diámetro que funge como válvulas de emergencia. Después de estas válvulas se tienen válvulas de servio que son de tipo chorro divergente de 2.50 m de diámetro, descargando a una cámara concentradora y posteriormente al río Humaya.
Estructura de rejas: son dos torres de concreto armado de 21 m de altura de sección octagonal donde se colocaron las rejas, el tramo inferior se une a cada túnel por medio de un codo de sección circular de 7 m de diámetro.
Galerías inclinadas: con objeto de poder realizar inspecciones en los túneles y realizar la construcción de la planta hidroeléctrica en fecha posterior a la terminación de la presa se instalaron dos compuertas de ruedas de 2.80 m por 7.50 m, colocados sobre un plano inclinado, que se inicia de la parte vertical del cono de unión entre rejas y túneles y se prolonga hasta la elevación de la corona
de la presa. Una bóveda semicircular de 5,63 m de radio y 15 cm de espesor ligada a la base forma el techo de la galería que sirve de protección al equipo.
Caudales: caudal medio para riego 130 m3/s, caudal de regularización 300 m3/s.
Cubicaciones de materiales: Excavación 839 000 m³; concreto armado 36 500 m³; concreto simple 19 120 m³